# Paleanodonts
Els paleanodonts (Palaeanodonta) són un ordre extint de mamífers laurasiateris que tingueren una amplíssima distribució holàrtica des del Paleocè mitjà fins a l'Eocè superior, fa entre 33,9 i 61,7 milions d'anys. Se n'han trobat restes fòssils al Canadà, els Estats Units, França, Mongòlia i la Xina. Les semblances considerables en l'anatomia de les dents i de la columna vertebral fan pensar que són el tàxon germà dels pangolins. La majoria de les espècies presenten caràcters suggestius d'un estil de vida excavador i d'una dieta mirmecòfaga.